# Alfred Cheung
Alfred Cheung, de son vrai nom Cheung Kin-ting (張堅庭, né le 28 décembre 1955) est un réalisateur, acteur, producteur et scénariste hongkongais.

## Biographie
La mère de Cheung est venue de Chine avec une valise et deux enfants pour trouver une vie meilleure à Hong Kong. Il grandit dans un quartier pauvre et sa mère gagne sa vie en travaillant comme hôtesse de bar et aide domestique.
Après avoir obtenu son diplôme en langue et littérature chinoises de l'université baptiste de Hong Kong, Cheung étudie la production cinématographique à l'université chinoise de Hong Kong (études extra-muros). Il travaille dans le cinéma depuis sa jeunesse et étudie également à la New School de New York.
Il est scénariste des films The Story of Woo Viet (1981) et Father & Son. En 1983, il assume la double casquette de scénariste et réalisateur sur le film Let's Make Laugh, qui remporte le Prix du Meilleur scénario tandis que son actrice principale, Cecilia Yip, remporte le Hong Kong Film Award de la meilleure actrice.
En 1990, Alfred Cheung produit et réalise la satire politique, Her Fatal Ways (en), qui remporte de nouveau les Prix de Meilleur scénario et de Meilleure actrice pour Carol Cheng.
En 2008, Cheung sort diplômé en maîtrise en administration des affaires de l'université des sciences et technologies de Hong Kong. En 2010, il participe à un cours de docteur en administration des affaires à l'école d’administration Victoria de Suisse organisé par l'université de Pékin.

## Filmographie comme réalisateur
- 1982 : Monkey Business
- 1983 : Let's Make Laugh
- 1984 : Family Light Affair
- 1985 : Let's Make Laugh 2
- 1986 : Strange Bedfellow
- 1987 : To Err Is Humane
- 1988 : Paper Marriage (en)
- 1988 : On the Run (en)
- 1990 : Queen's Bench 3
- 1990 : Her Fatal Ways (en)
- 1991 : Her Fatal Ways 2
- 1991 : The Banquet
- 1991 : That Vital Organ
- 1992 : Talk to Me, Dicky
- 1993 : Her Fatal Ways 3
- 1994 : Her Fatal Ways 4
- 1995 : Green Hat
- 1996 : Bodyguards of the Last Governor
- 1997 : All's Well, Ends Well 1997
- 1998 : The Group
- 1999 : No Problem
- 2001 : Manhattan Midnight
- 2007 : Contract Lover
- 2009 : Love at Seventh Sight